# 兹尔诺夫齐市镇

兹尔诺夫齐市镇

兹尔诺夫齐市镇，北马其顿共和国的一个市镇，行政中心为兹尔诺夫齐村。该市镇西临切希诺沃-奥布莱舍沃市镇，北邻科查尼市鎮，东邻维尼察市镇，南邻卡尔宾齐市镇。总面积55.82 km2 (21.6 sq mi)，总人口3,264。